# Koen og kamelen
Koen og kamelen er en film instrueret af Jørgen Vestergaard efter eget manuskript.

## Handling
Om en bondegård i Thy, hvor der også holdes kameler, bjørne, sæler og andre mærkelige dyr, foruden de almindelige.